# (1399) Teneriffa
(1399) Teneriffa es el asteroide número 1399 situado en el cinturón principal. Fue descubierto por el astrónomo Karl Wilhelm Reinmuth  desde el observatorio de Heidelberg, el 23 de agosto de 1936. Su designación alternativa es 1936 QY. Debe su nombre a la isla de Tenerife, la mayor de las islas Canarias.